# انسداد معوي زائف
الانسداد المعوي الزائف هو عبارة عن متلازمة إكلينيكية ناتجة عن ضعف شديد في قدرة الأمعاء على دفع الطعام من خلالها. يتميز بعلامات وأعراض انسداد الأمعاء دون وجود أي آفة في تجويفها. يمكن أن تشتمل المظاهر السريرية -اعتمادًا على الجزء المعني من الجهاز الهضمي- على آلام البطن والغثيان والانتفاخ الشديد والقيء وعسر البلع والإسهال والإمساك. يمكن أن تبدأ الحالة في أي عمر ويمكن أن تكون حالة أولية (مجهولة السبب أو موروثة) أو ناجمة عن مرض آخر (ثانوي).
يمكن أن يكون الانسداد مزمنًا أو حادًا.

## الأسباب
في الانسداد المعوي المزمن الأولي (معظم الحالات المزمنة)، قد تكون الحالة ناتجة عن إصابة في العضلة الملساء (اعتلال عضلي) أو الجهاز العصبي (اعتلال الأعصاب) في الجهاز الهضمي.
في بعض الحالات يبدو أن هناك ارتباطًا وراثيًا. ارتبط نموذج واحد بـDXYS154.
يمكن حدوث الانسداد المعوي المزمن الثانوي نتيجة لعدد من الحالات الأخرى، بما في ذلك مرض كاواساكي، مرض باركنسون، وداء شاغاس، ومرض هيرشسبرونغ، ونقص العقدة، وأمراض الأوعية الدموية بالكولاجين، وأمراض الميتوكوندريا، واضطرابات الغدد الصماء واستخدام بعض الأدوية. يمكن استخدام المصطلح بشكل مترادف مع الاعتلال العصبي المعوي في حالة الاشتباه بسبب عصبي.

## أعراض المتلازمة
يمكن أن تشمل المظاهر السريرية للانسداد المعوي الزائف ألمًا في البطن، وغثيانًا، وانتفاخًا شديدًا، وقيء، وعسر بلع، وإسهال، والإمساك، اعتمادًا على الجزء المعني من الجهاز الهضمي. بالإضافة إلى ذلك، في اللحظات التي يحدث فيها مغص البطن، تُظهر الأشعة السينية للبطن مستوى سائل الهواء المعوي. كل هذه العلامات متشابهة أيضًا في الانسداد الميكانيكي الحقيقي للأمعاء.

## التشخيص
يجب بذل المحاولات لتحديد ما إذا كان هناك سبب ثانوي قابل للعلاج.
يُشخص الانسداد المعوي الزائف الأولي (مجهول السبب) بناءً على دراسات الحركة والأشعة السينية ودراسات إفراغ المعدة.

## العلاج
يُتحكم في الانسداد المعوي المزمن الثانوي عن طريق علاج الحالة الأساسية.
لا يوجد علاج للانسداد الزائف المعوي الأولي المزمن. من المهم الحفاظ على التغذية وأخذ السوائل وتسكين الآلام. جُربت الأدوية التي تزيد من القوة الدافعة للأمعاء، وكذلك أنواع مختلفة من الجراحة.

### العلاج الطبي
يمكن استخدام البروكالوبرايد، والبايريدوستيغمين، والميتوكلوبراميد، والسيسابريد، والإريثرومايسين، ولكن لم تثبت فعاليته بشكل كبير. في مثل هذه الحالات، يهدف العلاج إلى التعامل مع المضاعفات. الليناكلوتيد هو دواء جديد حصل على موافقة إدارة الغذاء والدواء في أغسطس 2012 ويبدو واعدًا في علاج الانسداد المعوي الزائف المزمن وخزل المعدة والقصور القولوني الذاتي.
يُعالج الركود المعوي الذي قد يؤدي إلى فرط نمو البكتيريا وبالتالي الإسهال أو سوء الامتصاص بالمضادات الحيوية.
يعالج النقص الغذائي عن طريق تشجيع المرضى على تجنب الأطعمة الغنية بالدهون والألياف، التي يصعب هضمها وتزيد من انتفاخ البطن وعدم الراحة، وتناول وجبات صغيرة ومتكررة (5-6 يوميًا)، مع التركيز على السوائل والأطعمة اللينة. قد يكون من المفيد تقليل تناول كحول السكر الذي يمتص بشكل سيئ. يوصى بالإحالة إلى اختصاصي تغذية معتمد. إذا لم تنجح التغييرات الغذائية في تلبية المتطلبات الغذائية ووقف فقدان الوزن، تستخدم التغذية المعوية. يحتاج العديد من المرضى في النهاية إلى التغذية الوريدية.
التغذية الوريدية الكاملة (تي بّي إن) هي شكل من أشكال العلاج الغذائي طويل الأمد اللازم للمرضى الذين يعانون من انسداد كاذب شديد. بعد فترة من عدم وجود تحسن في وظيفة الأمعاء أو حركتها، سوف يُتخذ اتخاذ قرار بدء تي بّي إن، وسوف يحدث الإجراء الجراحي لإضافة (آي في) طويل الأجل وأكثر ديمومة لإدارة تي بّي إن. سوف تكون أنواع القثطرة الوريدية التي سوف توضع عبارة عن خط مركزي للقسطرة المركزية المُدخَلة طرفيًّا بّي آي سي سي أو خطًا مركزيًا يشمل خطوط الميديبورت أو بروفياك أو هيكمان اعتمادًا على المدة التي يعتقد الأطباء أن المريض سوف يحتاج إليها. سوف يحتاج المرضى الذين يعتمدون على تي بّي إن إلى فحوصات مستمرة لمراقبة عمل القثطرة بشكل صحيح، والتحقق من مستويات إنزيم الكبد والبحث عن علامات التهابات الدم، إذ أن انسداد القثطرة وتلف الكبد والتهابات القثطرة هي المضاعفات الرئيسية المرتبطة ب تي بّي إن على المدى الطويل استخدام ويمكن أن يؤدي إلى تعفن الدم و/أو عمليات جراحية إضافية إذا لم تراقب بشكل صحيح. تعطى تي بّي إن على مدى عدة ساعات إلى الحقن طوال اليوم، وهي عبارة عن مزيج من جميع الفيتامينات والمعادن والسعرات الحرارية المشابهة لما يمكن تناوله عن طريق الفم يوميًا بالإضافة إلى أي احتياجات غذائية محددة أخرى لدى المريض في اللحظة. عادةً ما يتغير تنسيق تي بّي إن اعتمادًا على فقدان/زيادة الوزن ونتائج عمل الدم، وقد صمم خصيصًا لتلبية احتياجات كل مريض على حدة.